# Tipula (Lunatipula) suleika
Tipula (Lunatipula) suleika is een tweevleugelige uit de familie langpootmuggen (Tipulidae). De soort komt voor in het Palearctisch gebied.